# La Trinité-de-Réville
 La Trinité-de-Réville  là một xã thuộc tỉnh Eure trong vùng Normandie miền bắc nước Pháp.